# Raphael Rossi
Raphael Rossi Branco (Campinas, 25 luglio 1990) è un calciatore brasiliano, difensore del Mafra.

## Biografia
È fratello di Igor Rossi.

## Caratteristiche tecniche
È un difensore centrale.

## Statistiche

### Presenze e reti nei club
Statistiche aggiornate al 7 luglio 2017.
| Stagione            | Squadra             | Campionato          | Campionato | Campionato | Coppe nazionali      | Coppe nazionali | Coppe nazionali | Coppe continentali | Coppe continentali | Coppe continentali | Altre coppe | Altre coppe | Altre coppe | Totale | Totale | Totale |
| Stagione            | Squadra             | Comp                | Pres       | Reti       | Comp                 | Pres            | Reti            | Comp               | Pres               | Reti               | Comp        | Pres        | Reti        | Pres   | Reti   |        |
| ------------------- | ------------------- | ------------------- | ---------- | ---------- | -------------------- | --------------- | --------------- | ------------------ | ------------------ | ------------------ | ----------- | ----------- | ----------- | ------ | ------ | ------ |
| 2010-2011           | Porto Alegre        | GAU                 | 10         | 2          |                      | -               | -               |                    | -                  | -                  |             | -           | -           | 10     | 2      |        |
| 2011-2012           | Brighton            | FLC                 | 0          | 0          | FACup+CdL            | 0               | 0               |                    | -                  | -                  |             | -           | -           | 0      | 0      |        |
| 2012-2013           | Whitehawk           | IL                  | 29         | 3          |                      | -               | -               |                    | -                  | -                  |             | -           | -           | 29     | 3      |        |
| 2013-2014           | Swindon Town        | FL1                 | 15         | 0          | FACup+CdL+EFL Trophy | 0+0+3           | 0               |                    | -                  | -                  |             | -           | -           | 18     | 0      |        |
| 2014-2015           | Swindon Town        | FL1                 | 29+1       | 3          | FACup+CdL+EFL Trophy | 1+2+0           | 0               |                    | -                  | -                  |             | -           | -           | 33     | 3      |        |
| 2015-2016           | Swindon Town        | FL1                 | 36         | 1          | FACup+CdL+EFL Trophy | 1+1+2           | 0               |                    | -                  | -                  |             | -           | -           | 40     | 1      |        |
| 2016-2017           | Swindon Town        | FL1                 | 34         | 2          | FACup+CdL+EFL Trophy | 2+0+3           | 0+0+1           |                    | -                  | -                  |             | -           | -           | 39     | 3      |        |
| Totale Swindon Town | Totale Swindon Town | Totale Swindon Town | 115        | 6          |                      | 15              | 1               |                    | -                  | -                  |             | -           | -           | 130    | 7      |        |
| Totale carriera     | Totale carriera     | Totale carriera     | 154        | 11         |                      | 15              | 1               |                    | -                  | -                  |             | -           | -           | 169    | 12     |        |